# Hani Rashid

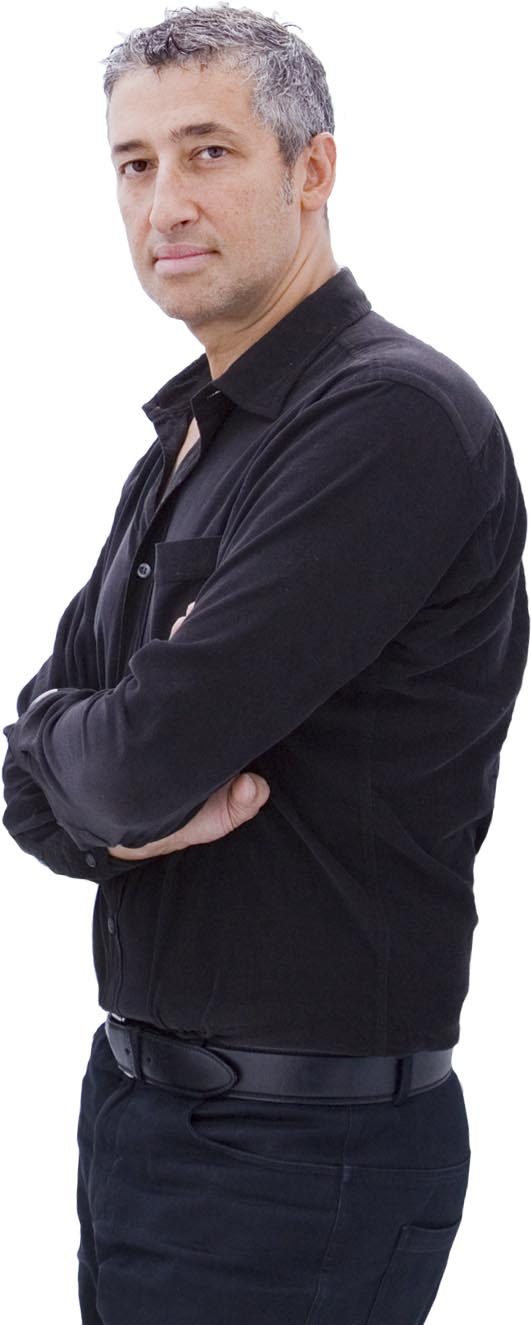
Hani Rashid

Hani Rashid (* 1958 in Kairo) ist ein kanadischer Architekt und Mitbegründer von Asymptote Architecture in New York, USA.

## Leben
Er ist in Großbritannien und Kanada aufgewachsen und ist der Bruder des Designers Karim Rashid.
Rashid erhielt 1983 einen Bachelor-Abschluss in Architektur der Carleton University (Kanada) und 1985 einen Master of Architecture der Cranbrook Academy of Art in Bloomfield Hills, Michigan.
Rashids akademische Karriere beinhaltet Gastprofessoren an mehreren Universitäten, darunter an der Königlich Dänischen Kunstakademie in Kopenhagen, am Southern California Institute of Architecture (SCI-Arc) in Los Angeles, an der Harvard University Graduate School of Design, am Berlage Institute in Amsterdam und an der Eidgenössischen Technischen Hochschule Zürich. Seit 1989 ist Rashid Associate Professor of Architecture an der Graduate School of Architecture, Planning and Preservation an der Columbia University in New York, wo er das Programm „Advanced Digital Design“ (1992) und die „Digital Design Initiative“ (1995) entwickelt hat. 2007 war Rashid Gastprofessor am „Kenzo Tange Chair“ für Architektur an der Graduate School of Design der Harvard University und Mitglied der Jury für den Aga-Khan-Preis für Architektur. Momentan ist er Gastprofessor an der Architekturschule der Princeton University.
2000 vertrat Rashid die USA bei der siebten Internationalen Architektur-Biennale in Venedig, im Jahr 2004 erhielt er einen Lehrstuhl an der Cátedra Luis Barragán im mexikanischen Monterrey.
Seit Asymptotes Gründung im Jahr 1989 erhielt das Büro Auszeichnungen für visionäre Baukonstruktionen, Masterplanung, Kunstinstallationen, Ausstellungs- und Produkt-Design sowie für bahnbrechenden digitale räumliche Umgebungen.
2004 erhielten Lise Anne Couture und Hani Rashid den österreichischen Friedrich-Kiesler-Preis.
Seit Oktober 2011 hat Rashid eine Professur an der Universität für angewandte Kunst Wien inne und leitet dort das „Studio Hani Rashid“ am Institut für Architektur.
Seit Mai 2013 ist Hani Rashid Vorstandsvorsitzender der „Friedrich Kiesler Stiftung Wien“.    